# Бяла пустош (филм, 1958)
„Бяла пустош“ (на английски: White Wilderness) е американски природо-научен документален филм от 1958 година, продуциран и създаден от Уолт Дисни.
Известен е с широката фалшификация на мита за самоубийството на лемингите. По време на създаването на филма голямо количество леминги е закупено в съседни окръзи. Всички сцени на миграцията и самоубийствата са били постановъчни, т.е. лемингите са били принуждавани по най-различни начини.
Не едно поколение ученици са израснали с този филм, което е способствало за по-нататъчното разпространение на мита за самоубийствата на лемингите .
Не е известно дали Уолт Дисней е бил уведомен, или дали е одобрявал, или дали е знаел.

## Сюжет
Филмът разказва за популацията, живота и смъртта на лемингите (вид дребен гризач) по крайбрежието на Арктическия океан.

## В ролите
Сюжета на филма се развива под разказите на Уинстън Хиблър и Волмер Сьоренсен.

## Продукция
Снимките на филма протичат в Албърта, Манитоба и Аляска. Поради липсата на леминги в Албърта, на създателите на филма се налага да закупят няколко десетки двойки от този вид от Манитоба.

## Награди и номинации
- Награда Оскар за най-добър документален научнопопулярен филм от 1959 година.
- Награда Златна мечка за най-добър документален научнопопулярен филм от Берлинския международен кинофестивал през 1959 година.
- Номинация за Оскар за най-добра музика в драма или комедия на Оливър Уолъс от 1959 година.
- Номинация за наградата Флайърти от наградите БАФТА за най-добра документална продукция на Бен Шарпстийн от 1960 година.[3]